# Зомби-детектив
«Зомби-детектив» (кор. 좀비탐정) — южнокорейский телесериал в жанре фэнтези с Чхве Джин Хёком и Пак Джу Хён в главных ролях, в котором рассказывается история зомби и журналистки, которые объединяются для раскрытия преступлений. Транслировался на телеканале KBS2 с 21 сентября по 27 октября 2020 года.

## Синопсис
Кан Мин Хо (Чхве Джин Хёк) просыпается на свалке биологических отходов и обнаруживает, что он зомби, не помнящий ничего о своём прошлом, но способный логически мыслить. Некоторое время он учится ходить, говорить как человек и скрывать шрамы макияжем. В дальнейшем он принимает личность убитого частного детектива Ким Му Ёна и пытается разгадать тайну своего прошлого. Гон Сон Чжи (Пак Джу Хён) — бывшая журналистка-расследователь, которую нанимают помощником на неполный рабочий день в агентство Му Ёна. Она обнаруживает, что его начальник зомби, и они объединяются, чтобы раскрыть преступления и тайну существования зомби.

## В ролях

### В главных ролях
| Актёр         | Роль                                                |
| ------------- | --------------------------------------------------- |
| Чхве Джин Хёк | зомби-детектив Ким Му Ён/Кан Мин Хо                 |
| Пак Джу Хён   | бывшая журналистка, помощница детектива Гон Сон Чжи |
| Квон Хва Ун   | полицейский Ча До Хён                               |

### Второстепенные роли
| Актёр        | Роль                                        |
| ------------ | ------------------------------------------- |
| Тэ Хан Хо    | детектив агентства «Король мира» Ли Сон Рок |
| Ли Джун Ок   | помощник детектива Ли Ван Вэй               |
| Ан Сэ Ха     | Ли Тэ Гюн                                   |
| Хван Бо Ра   | старшая сестра Сон Чжи Гон Сун Ён           |
| Сон Мин Чжун | Ли Джун У                                   |
| Пак Дон Бин  | Хван Чун Соб                                |
| Чон Че Юль   | Пэ Юн Ми                                    |

### Другие
| Актёр       | Роль                        |
| ----------- | --------------------------- |
| Лим Сэ Джу  | Ким Бо Ра                   |
| Пэ Ю Рам    |                             |
| Пак Сан Мён | Ли Кван Сик                 |
| Ха До Квон  | Но Пун Сик                  |
| Со Ён У     | Ён У                        |
| Ом Тхэ Юн   | Ум Тэ Юн                    |
| Юн Ки Чхан  | реальный детектив Ким Му Ён |

## Награды
| Год  | Премия                        | Категория               | Номинант                  | Результат | Прим. |
| ---- | ----------------------------- | ----------------------- | ------------------------- | --------- | ----- |
| 2020 | 18-я KBS Entertainment Awards | Награда за лучший вызов | Команда «Зомби-детектива» | Победа    | [ 4 ] |